# لورنا لويس
لورنا لويس (بالإنجليزية: Lorna Lewis)‏ هي ممثلة أمريكية، ولدت في 1940، وتوفيت في 1 يونيو 2013.

## وصلات خارجية
- لورنا لويس على موقع IMDb (الإنجليزية)
- لورنا لويس على موقع قاعدة بيانات الفيلم (الإنجليزية)